# Choi Heung-chul
Pour les articles homonymes, voir Choi.
Dans ce nom coréen, le nom de famille, Choi, précède le nom personnel.
Choi Heung-chul (en coréen : 최흥철), né le 3 décembre 1981 à Muju, est un sauteur à ski sud-coréen. Comme son compatriote Kim Hyun-ki, il a participé à toutes les éditions des Jeux olympiques entre 1998 et 2018, soit six au total. Il est le premier sauteur sud-coréen médaillé en compétition internationale à l'Universiade en 2001.

## Biographie
Il commence sa carrière internationale en 1996 dans la Coupe continentale, où il cumule rapidement plusieurs résultats dans le top dix, puis en 1997 dans la Coupe du monde, marquant ses premiers points directement à Engelberg (25e).
Pour ses premiers jeux olympiques, en 1998 à Nagano, il est 40e et 46e en individuel.
Sur les Championnats du monde de vol à ski 2000, il est 43e. Cette année, le 26 février, il enregistre le meilleur résultat de sa carrière dans l'élite en se classant onzième à Iron Mountain et son meilleur classement général dans la Coupe du monde (45e). Un an plus tard, il est aussi auteur de son meilleur résultat en grand championnat, occupant le 24e rang aux Mondiaux de Lahti au petit tremplin. Sur l'Universiade d'hiver de 2001 à Zakopane, il prend deux médailles d'argent en individuel et par équipes.
Aux Jeux olympiques d'hiver de 2002, il parvient à rejoindre les manches finales du concours en petit tremplin (30e) et par équipes (8e). La même saison, il se place 21e à Harrachov sur le championnat du monde de vol à ski. Il affiche ses deux seules victoires en Coupe continentale de sa carrière cet hiver à Schönwald et Calgary.
Aux Championnats du monde 2007 à Sapporo, chez ses voisins japonais, il se qualifie en deuxième manche du petit tremplin individuel et se classe 28e.
En 2009, alors qu'il effectue sa moins bonne saison en Coupe du monde, échouant à chaque fois en qualifications, il remporte la médaille d'or par équipes à l'Universiade d'Harbin, ainsi que la médaille de bronze au grand tremplin individuel. Sur le Grand Prix d'été 2009, il compte un top vingt, se plaçant quinzième à Hakuba.
Aux Jeux olympiques d'hiver de 2010, à Vancouver, il ne peut faire mieux que 48e sur le petit tremplin.
Aux Jeux olympiques d'hiver de 2014, ses cinquièmes, il se qualifie pour les deux épreuves individuelles, terminant 43e et 44e.
En 2018, il fait partie de l'équipe sud-coréenne pour les Jeux olympiques à Pyeongchang, qui ont lieu dans son pays. Il ne se qualifie pas en compétition individuelle et finit douzième et dernier par équipes. En juillet 2019, il retourne sur le podium en Coupe continentale à Chtchoutchinsk, quatorze ans après son dernier.

## Palmarès

### Jeux olympiques
| Épreuve / Édition | Nagano 1998 | Salt Lake City 2002 | Turin 2006 | Vancouver 2010 | Sotchi 2014 | Pyeongchang 2018 |
| Petit tremplin    | 46e         | 30e                 |            | 48e            | 43e         |                  |
| Grand tremplin    | 40e         |                     | 47e        | 49e            | 44e         |                  |
| Par équipes       |             | 8e                  | 13e        |                | 11e         | 12e              |

### Championnats du monde
| Épreuve / Édition | Épreuve / Édition | Ramsau 1999 | Lahti 2001 | Val di Fiemme 2003 | Oberstdorf 2005 | Sapporo 2007 | Falun 2015 |
| Petit tremplin    | Petit tremplin    | 61e         | 24e        |                    | 43e             | 28e          |            |
| Grand tremplin    | Grand tremplin    | 66e         | 48e        | 49e                |                 |              |            |
| Par équipes       | PT                |             |            |                    | 10e             |              |            |
| Par équipes       | GT                |             |            |                    | 13e             |              | 11e        |

Légende : PT = petit tremplin GT = grand tremplin.

### Championnats du monde de vol à ski
| Épreuve / Édition | Vikersund 2000 | Harrachov 2002 | Planica 2004 | Tauplitz 2016 |
| Individuel        | 43e            | 21e            | 50e          | 40e           |

### Coupe du monde
- Meilleur classement général : 45e en 2000.
- Meilleur résultat individuel : 11e.

#### Classements généraux
| Compet'/Année | Compet'/Année | Classement général | Classement général |
| ------------- | ------------- | ------------------ | ------------------ |
| Compet'/Année | Compet'/Année | Class.             | Points             |
| 1998          | 1998          | 82e                | 6                  |
| 2000          | 2000          | 45e                | 46                 |
| 2001          | 2001          | 76e                | 3                  |
| 2002          | 2002          | 77e                | 5                  |
| 2005          | 2005          | 75e                | 9                  |
| 2007          | 2007          | 74e                | 10                 |
| 2008          | 2008          | 76e                | 6                  |
| 2011          | 2011          | 71e                | 5                  |

### Universiades
- Zakopane 2001
- Médaille d'argent en individuel petit tremplin.
- Médaille d'argent par équipes.
- Tarvisio 2003
- Médaille d'or par équipes.
- Turin 2007
- Médaille d'argent par équipes.
- Harbin 2009
- Médaille d'or par équipes.
- Médaille de bronze en individuel grand tremplin.

### Jeux asiatiques
- Aomori 2003 :
- Médaille d'or par équipes.
- Médaille de bronze en individuel.
- Almaty 2011 :
- Médaille de bronze par équipes.
- Sapporo 2017 :
- Médaille de bronze par équipes.

### Coupe continentale
- 6 podiums individuels, dont 2 victoires.